# Gonocephalum prolixum
Gonocephalum prolixum es una especie de escarabajo del género Gonocephalum, tribu Opatrini, familia Tenebrionidae. Fue descrita científicamente por Erichson en 1843.

## Descripción
Mide 7,8 milímetros de longitud.

## Distribución
Se distribuye por España, Túnez, Italia, Uzbekistán, Gambia, Guinea-Bisáu, Marruecos, Portugal y Sierra Leona.